# Aleksandr Panzjinskij

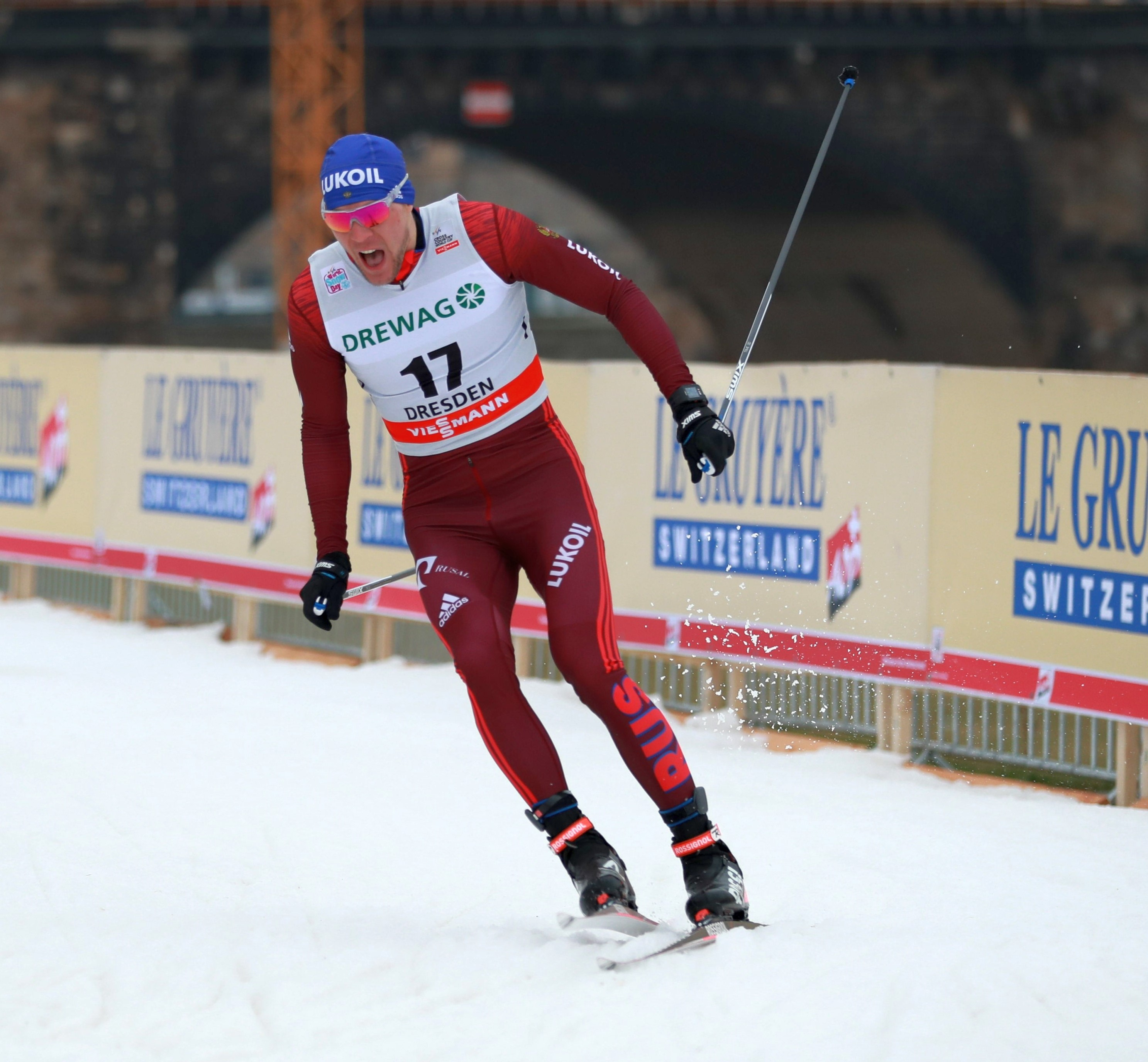
Panzjinskij år 2018

Aleksandr Panzjinskij, född den 16 mars 1989, är en rysk längdåkare som tävlat i världscupen sedan 2009.
Panzjinskij har huvudsakligen tävlat i världscupen i sprint. Hans stora genombrott kom vid Olympiska vinterspelen 2010 då han blev silvermedaljör efter landsmannen Nikita Krjukov.